# جيم كولينز (مغني)
جيم كولينز (بالإنجليزية: Jim Collins)‏ هو مغني ومغن مؤلف أمريكي، ولد في 19 يونيو 1956.

## وصلات خارجية
- جيم كولينز على موقع ميوزك برينز (الإنجليزية)
- جيم كولينز على موقع ديسكوغز (الإنجليزية)